# The Desperate Hours (peça)
The Desperate Hours é uma peça de teatro estadunidense de 1955 escrita pelo dramaturgo Joseph Hayes, baseado no romance de Hayes escrito no ano anterior. A história, que segue três condenados fugitivos que invadem a casa de uma família e os mantém como refém, serviu de base para o filme homônimo do mesmo ano e para a obra Desperate Hours de 1990.
Venceu o Tony Award de melhor peça de teatro.